# Eleonore von Schottland

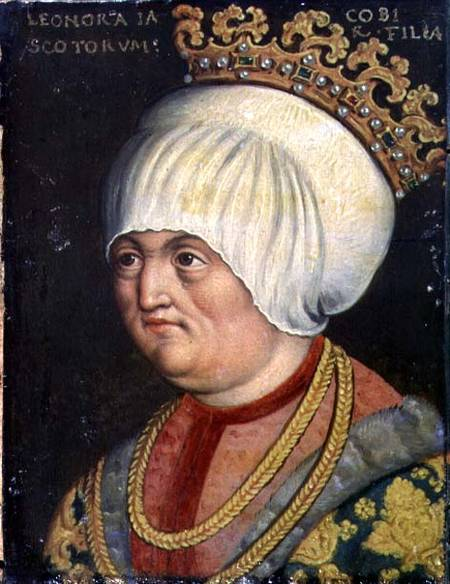
Eleonore von Schottland

Eleonore von Schottland (auch von Österreich) (* um 1433 in Dunfermline (Schottland); † 20. November 1480 in Innsbruck) war die Tochter des Königs Jakob I. von Schottland und der Johanna Beaufort. 1449 heiratete sie Sigmund von Tirol.

## Leben
Eleonore stammte aus dem Haus Stewart. Man weiß wenig über ihre Jugendzeit in Schottland, die sie meist auf Schloss Linlithgow verbrachte. Nach dem Tod ihres Vaters (1437) ging ihre Mutter noch eine Ehe ein und starb 1445. Damals reisten Eleonore und ihre Schwester Johanna nach Frankreich und lebten am Hof König Karls VII. in Tours. Dort erhielten sie drei Jahre lang einen für adelige Mädchen angemessenen Unterricht und Unterhalt.
1448 wurde die Vermählung Eleonores mit Sigmund von Tirol beschlossen. Im September 1448 fand die Prokurationstrauung in Belmont bei Chinon statt. Dann verließ Eleonore den hochkulturellen französischen Hof und reiste auf einer beschwerlichen Route in das wesentlich provinziellere Tirol, dessen Regierungssitz Innsbruck aber dennoch ein deutsches Kulturzentrum war. Am 12. Februar 1449 heiratete sie Sigmund in einer bescheidenen Zeremonie in Meran - der damaligen Hauptstadt von Tirol. Aus ihrer Ehe gingen keine überlebenden Kinder hervor.
Als Sigmund zwischen 1455 und 1458 dreimal nicht in seinem Land weilte, fungierte Eleonore als Regentin an seiner Stelle. Deshalb wurde sie auch in den Disput verwickelt, den Sigmund mit dem Kardinal Nikolaus von Kues ausfocht. Während ihrer Regentschaft in den Vorlanden (1467) wählte sie sich Thann zur Residenz. Nach 1469 war sie kaum mehr politisch aktiv, sondern übte vor allem karitative Fürsorge aus und kümmerte sich auch um kirchliche Angelegenheiten.
Herzog Sigmund war literarisch sehr interessiert, förderte Autoren und beschäftigte zeitweilig (um 1460) die Humanisten Laurentius Blumenau und Gregor Heimburg. Auch Eleonores heimatlicher schottischer Hof war sehr literarisch geprägt gewesen, und sie nahm am kulturellen Verkehr ihres Gatten teil. Als Heinrich Steinhöwel eine Übersetzung von Boccaccios De claris mulieribus verfertigte (1473), widmete er sie Eleonore. Diese unterhielt auch eine rege Korrespondenz mit der Pfalzgräfin Mechthild von Rottenburg und war wahrscheinlich eine der Damen, die 1467 in München bei Ulrich Füetrer eingeladen waren. (Da sich von dieser Korrespondenz aber nichts erhalten hat, gibt es in der neueren Forschung inzwischen erhebliche Zweifel, ob es diese Korrespondenz überhaupt gegeben hat.)
Eleonore starb 1480 in Innsbruck. Dass sie bei der Geburt ihres ersten Kindes, Wolfgang (*/† 20. November 1480) im Wochenbett starb, gilt inzwischen als widerlegt, ebenso dass es diesen Sohn Wolfgang gegeben hat. Hier dürfte eine Verwechslung mit dem bereits als Kind verstorbenen gleichnamigen älteren Bruder von Herzog Sigmund vorliegen. Ihr Grab befindet sich im Stift Stams in Tirol, wo eine Statue im so genannten Österreichischen Grab an sie erinnert.

## Literarisches Werk

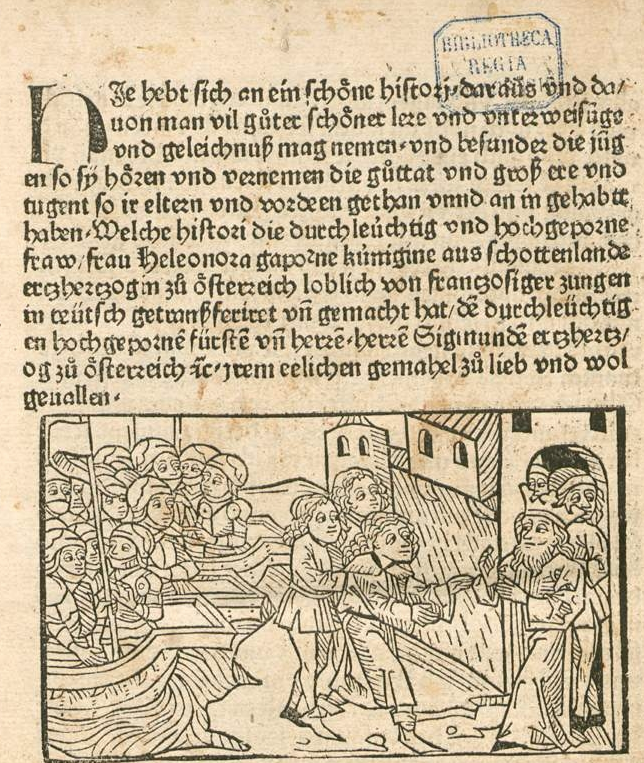
Beginn der Augsburger Ausgabe 1485 von Pontus und Sidonia

Eleonore gilt traditionell als die Übersetzerin des auf die anglonormannische Verserzählung Horn et Rimenhild (um 1180) zurückgehenden, Ende des 14. Jahrhunderts verfassten französischen Abenteuerromans Ponthus et la belle Sidoyne ins Deutsche (Pontus und Sidonia, Fassung A, irgendwann zwischen 1449 und 1465 geschrieben). Zweifel, ob sie tatsächlich die Autorin dieser Übersetzung ist, konnten nicht widerlegt werden. Da der Roman sprachlich äußerst treffend geschrieben ist, aber Eleonore die deutsche Sprache weniger als die französische beherrschte, wie zwei von ihr selbst geschriebene (heute im Landesarchiv Tirol aufbewahrte) Briefe zeigen, könnte sie bei ihrer Abfassung Unterstützung von einem Schreiber bekommen haben. Nach dem Tod seiner Gattin ließ Sigmund ihr Werk, von dem nur mehr ein Manuskript (heute in Gotha, 1465 von Nicolaus Huber geschrieben) vorhanden ist, erstmals bei Hans Schönsperger in Augsburg 1483 drucken. Noch vor diesem Erstdruck gab es etliche Erwähnungen des Romans; daraus kann man ersehen, wie beliebt der abenteuerliche Stoff und wie verbreitet Eleonores Buch war. Der Erstausgabe folgten schon 1485, 1491 und 1498 weitere Drucke und es erfreute sich in der frühen Neuzeit (16./17. Jahrhundert) großer Beliebtheit. So gab es erhebliche Verkaufszahlen, etliche Zitate bei anderen Autoren und auch einige Bearbeitungen des Stoffes. Zum letzten Mal wurde Eleonores Werk 1792 gedruckt. Karl Simrock brachte 1865 eine neue Fassung des Volksbuches heraus.
Neben der Übersetzung Eleonores (Fassung A) existiert noch eine weitere, unabhängige, etwa gleichzeitig entstandene von einem unbekannten Autor (Fassung B), die in fünf Manuskripten vorliegt, aber nie gedruckt wurde. Dazu trug außer dem Fehlen des adligen Namens auch bei, dass sich diese Version vor allem stilistisch von Eleonores Pontus und Sidonia insofern unterscheidet, als sie statt der einfacheren und knapperen eine mehr artifizielle Sprache mit vielen rhetorischen Figuren verwendet.
Inhaltlich hielt sich Eleonore ziemlich genau an ihre Vorlage, auch wenn sie ab und zu die Handlung etwas kürzte. Der Protagonist ist der aus Galicien stammenden Königssohn Pontus, der vor den Heiden aus seinem Reich in die Bretagne flüchtet. Dort fängt er Liebe für die Königstochter Sidonia. Es folgen Auseinandersetzungen mit einem Nebenbuhler, der auch um die Gunst Sidonias ringt und Pontus bei ihr verleumdet. Er muss zunächst für ein Jahr in die Ferne ziehen, wo er heldenhaft zahlreiche Ritter besiegt, wird nach seiner Rückkehr erneut falsch beschuldigt und hält sich nun sieben Jahre vom Hof fern. Rechtzeitig gelangt er wieder zurück zu seiner Geliebten, die er davor retten kann, mit seinem Nebenbuhler zwangsverheiratet zu werden. Stattdessen findet nun die Hochzeit zwischen Pontus und Sidonia statt und der Held kann die Heiden aus seinem väterlichen Reich vertreiben sowie seinen Gegner gänzlich ausschalten. Auf dieses glückliche Ende hin ist die ganze Erzählung des Romans gerichtet. Der Held wird als fehlerloses Idealbild des Mannes dargestellt, nämlich als extrem tapfer, schön, christlich usw., während seine Feinde (die Heiden und sein Nebenbuhler) als bösartig und areligiös charakterisiert werden. Der Autor will seinen Lesern nämlich durch das makellose Verhalten des Protagonisten ein Leitbild und eine Unterweisung für ein tugendhaftes und frommes Leben zur Verfügung stellen. Das Zentralmotiv des solchermaßen konzipierten Romans ist daher eine idealistisch dargestellte Ritterlichkeit und wirkt nicht gerade sehr wirklichkeitsnah. Demgegenüber geht es in den etwas früher verfassten Werken der Elisabeth von Nassau-Saarbrücken derber zu und sie erwecken einen realistischeren Eindruck.

## Primärliteratur
- Reinhard Hahn (Hrsg.): Eleonore von Österreich: Pontus und Sidonia (= Texte des späten Mittelalters und der frühen Neuzeit. Nr. 38). Erich Schmidt, Berlin 1997, ISBN 3-503-03757-8.

## Sekundärliteratur
- Klaus Brandstätter: Die Tiroler Landesfürstinnen im 15. Jahrhundert. In: Margarete Maultasch. Zur Lebenswelt einer Landesfürstin und anderer Tiroler Frauen des Mittelalters. Hrsg. v. Julia Hörmann-Thurn und Taxis. 2007, S. 175–218 (= Schlern-Schriften 339).
- Margarete Köfler – Silvia Caramelle: Die beiden Frauen des Erzherzogs Sigmund von Österreich-Tirol. 1982. (Schlern-Schriften 269).

### Lexika-Artikel
- Eleonore. In: Brigitte Hamann (Hrsg.): Die Habsburger. 1988, S. 79.
- Jens Haustein: Eleonore von Österreich. In: Killys Literaturlexikon. Bd. 3, S. 231 f.
- Hans-Hugo Steinhoff: Eleonore von Österreich. In: Verfasserlexikon. 2. Aufl. Bd. 2, Sp. 470–473.
- Karl Bartsch: Eleonore (von Oesterreich). In: Allgemeine Deutsche Biographie (ADB). Band 6, Duncker & Humblot, Leipzig 1877, S. 5.
- Constantin von Wurzbach: Habsburg, Eleonore von Schottland. In: Biographisches Lexikon des Kaiserthums Oesterreich. 6. Theil. Kaiserlich-königliche Hof- und Staatsdruckerei, Wien 1860, S. 160 (Digitalisat).
- Siegfried Sudhof: Eleonore. In: Neue Deutsche Biographie (NDB). Band 4, Duncker & Humblot, Berlin 1959, ISBN 3-428-00185-0, S. 437 f. (Digitalisat).